# 翔べひよっ子
『翔べひよっ子』（とべひよっこ）は、NHKの『土曜ドラマ』枠で1989年2月25日から3月18日まで放送されたテレビドラマ。「誘拐」前後編、「退学」前後編の全4話からなる。
大阪府警の少年課に所属する「ひよっ子」こと新人婦警の由利と、阪南警察署刑事課に所属するベテラン刑事の父・剛の親子の情愛と、下町の人情や担当する事件を描いたドラマ。
制作はNHK大阪放送局による。

## キャスト
- 浜田由利：若村麻由美 - 本部少年課に配属された新人婦警。剣道が得意。
- 浜田剛：川谷拓三 - 由利の父で、叩き上げのベテラン刑事。
- 佐藤：川野太郎 - 阪南署で研修中のキャリア組の若手刑事。
- 喜代：大西結花 - 「おかめ」で手伝いをしている高校生。
- 有次：江本孟紀 - 喜代の兄で風来坊。
- 麻太郎：渋谷天外 - 剛のことを慕っている近所の遊び人。
- 広瀬：守田比呂也 - 阪南署刑事課の課長。
- 小林：國村隼 - 捜査第一課の刑事。
- 恵子：三田篤子 - 少年課の先輩。
- 保子：未知やすえ - 少年課の同僚。
- 池田健一：夏木陽介 - 本部の捜査第一課長で、剛の同級生。
- 山本町子：三林京子 - 食事処「おかめ」の女将で、世話好きの近隣住人。
- 浜田くみ：ミヤコ蝶々 - 剛の母で、由利の祖母。婦人警官第一号で、勇退後は剣道場を切り盛りしている。

### ゲスト出演
- 「誘拐」前後編：杉本哲太、三田和代、谷真佐茂
- 「退学」前後編：岡田奈々、植草克秀、絵沢萌子

## 主題歌
- 「瞳 輝いて」歌：大西結花

## スタッフ
- 作 - 重森孝子
- 音楽 - 千野秀一
- 方言指導 - 町田米子
- 警察関係指導 - 森明、牛浜和代
- 制作 - 山本壮太
- 演出 - 門脇正美